# Bellanagare
Bellanagare (iriska: Béal Átha na gCarr) är en ort i republiken Irland.   Den ligger i grevskapet Roscommon och provinsen Connacht, i den norra delen av landet, 150 km väster om huvudstaden Dublin. Bellanagare ligger 76 meter över havet och antalet invånare är 142.
Terrängen runt Bellanagare är platt. Runt Bellanagare är det glesbefolkat, med 13 invånare per kvadratkilometer. Närmaste större samhälle är Castlerea, 10,6 km sydväst om Bellanagare. Trakten runt Bellanagare består i huvudsak av gräsmarker.